# Dödens mening
Dödens mening är en roman av Paul Bourget, utgiven i Frankrike 1915 med titeln Le Sens de la Mort. Romanen översattes till svenska av Elsa Svensson 1931 och utgavs på Sveriges Kristliga Studentrörelses Förlag.

## Handling
Romanen kan betraktas som en idéroman där olika livsåskådningar kolliderar med varandra. Berättaren är en läkare som är verksam under Första världskriget. Han skildrar två döende män, dels hans egen chef vilket drabbats av cancer, och dels en släkting till dennes fru, svårt sårad i kriget. Chefsläkaren företräder en närmast militant ateism medan hans makas unge släkting präglas av en varm religiositet och de båda männens diskussioner utgör en betydande del av handlingen. Parallellt med detta har berättaren råkat höra en diskussion där den unga hustrun är beredd att genom självmord gå i döden tillsammans med sin man. Detta ställer givetvis läkaren inför ett svårt etiskt dilemma.